# Reviure Ossa Acció
El Reviure Ossa Acció és un aplec anual de seguidors i simpatitzants de la marca de motocicletes OSSA, celebrat a començaments de juny a Esplugues de Llobregat d'ençà del 1994. Organitzat pel Grup Ossa Acció (dirigit per Eliseo Balada) i amb la col·laboració del Moto Club Esplugues, l'esdeveniment consisteix en una petita prova de trial oberta a qualsevol que hi vulgui participar amb una motocicleta de la històrica marca catalana i té lloc tradicionalment al Parc dels Torrents d'Esplugues, just al darrere de l'ajuntament d'aquesta població. El punt de trobada és sota el pont que hi ha en aquell indret.
Habitualment, l'esdeveniment comparteix data i lloc amb el "Dia de la Moto Activa" -organitzat pel Moto Club Esplugues- i compta amb el suport de l'Ajuntament d'Esplugues de Llobregat i amb el patrocini de diverses empreses (entre d'altres, Ossa Factory, Bradol, Moto Aranda, Top Fun i Betor). Mecatecno, a més, hi munta una parada des de la qual promociona les seves motos elèctriques de trial, les quals deixa gratuïtament a nens d'entre 2 i 10 anys.

## Història
Al llarg de les seves edicions, el Reviure Ossa ha comptat amb la participació d'antics pilots de prestigi com ara Mick Andrews, Manuel Soler, Albert Juvanteny i molts altres.
Pel que fa a l'organització de l'esdeveniment, al llarg dels anys diversos motoclubs han col·laborat amb el Grup Ossa Acció, començant pel Moto Club Molins, el Motor Club 80 (quan hi havia en Ricard Pinet) i el Moto Club BSC fins a arribar al que ho fa actualment, el Moto Club Esplugues (dins el qual, el Grup Ossa Acció lidera la secció de trial). A més la Federació Catalana de Motociclisme hi envia sovint algun representant.

## El trial
El trial es munta al bosc del Parc dels Torrents, un terreny verge que l'ajuntament neteja especialment per a aquesta prova (a terra hi resta la vegetació natural, tova i lliscant). Per tal d'evitar erosions addicionals, l'organització permet únicament la circulació de motocicletes el dia de la prova.
Es tracta d'un trial curt, de quatre o cinc zones a dues o tres voltes, amb tres categories diferents i amb zones d'una dificultat respectable. Atès que les zones s'assenyalen totes a prop les unes de les altres, el públic pot veure l'evolució del pilots quasi sense moure's.